# باز أند جوب

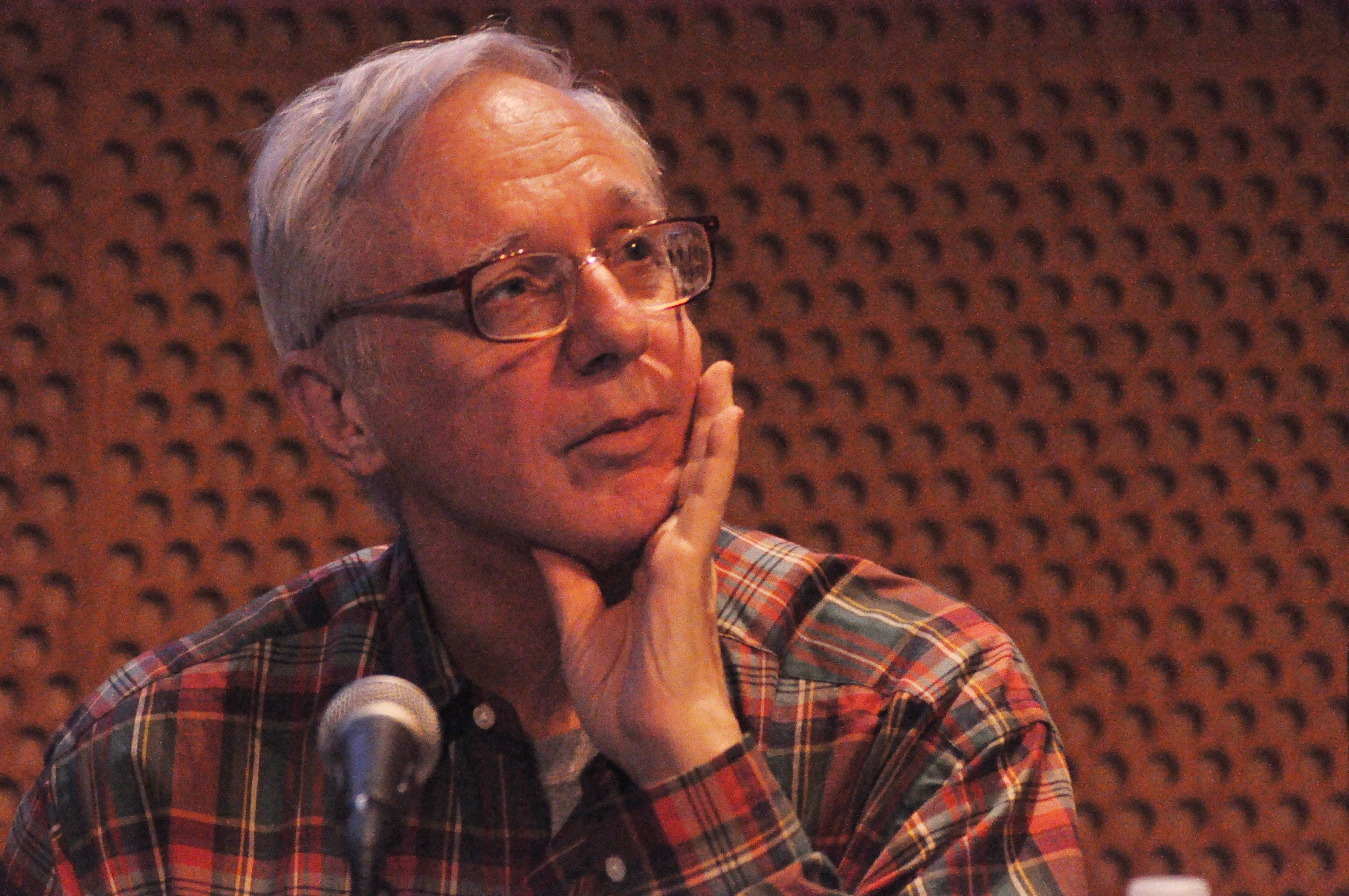
الناقد الموسيقي روبرت كريستاغو قام بإنشاء وترأس استطلاع باز أند جوب منذ بدايته في 1971 حتى عام 2005.

باز أند جوب (بالإنجليزية: Pazz & Jop)‏ هو استطلاع سنوي للإصدارات الموسيقية من إعداد الصحيفية الأمريكية ذا فيليج فويس. الاستطلاع مجدول من قوائم العشرة الأوائل المقبولة بنهاية السنة لمئات النقاد الموسيقيين. تم تقديم باز أند جوب عبر صحيفة ذا فيليج فويس عام 1974 في استطلاع يخص الألبومات فقط، لكن تم توسعته ليشمل التصويت للأغاني المفردة عام 1979. على مر السنين تم إضافة قوائم ثانوية أخرى